# Muur van Geraardsbergen

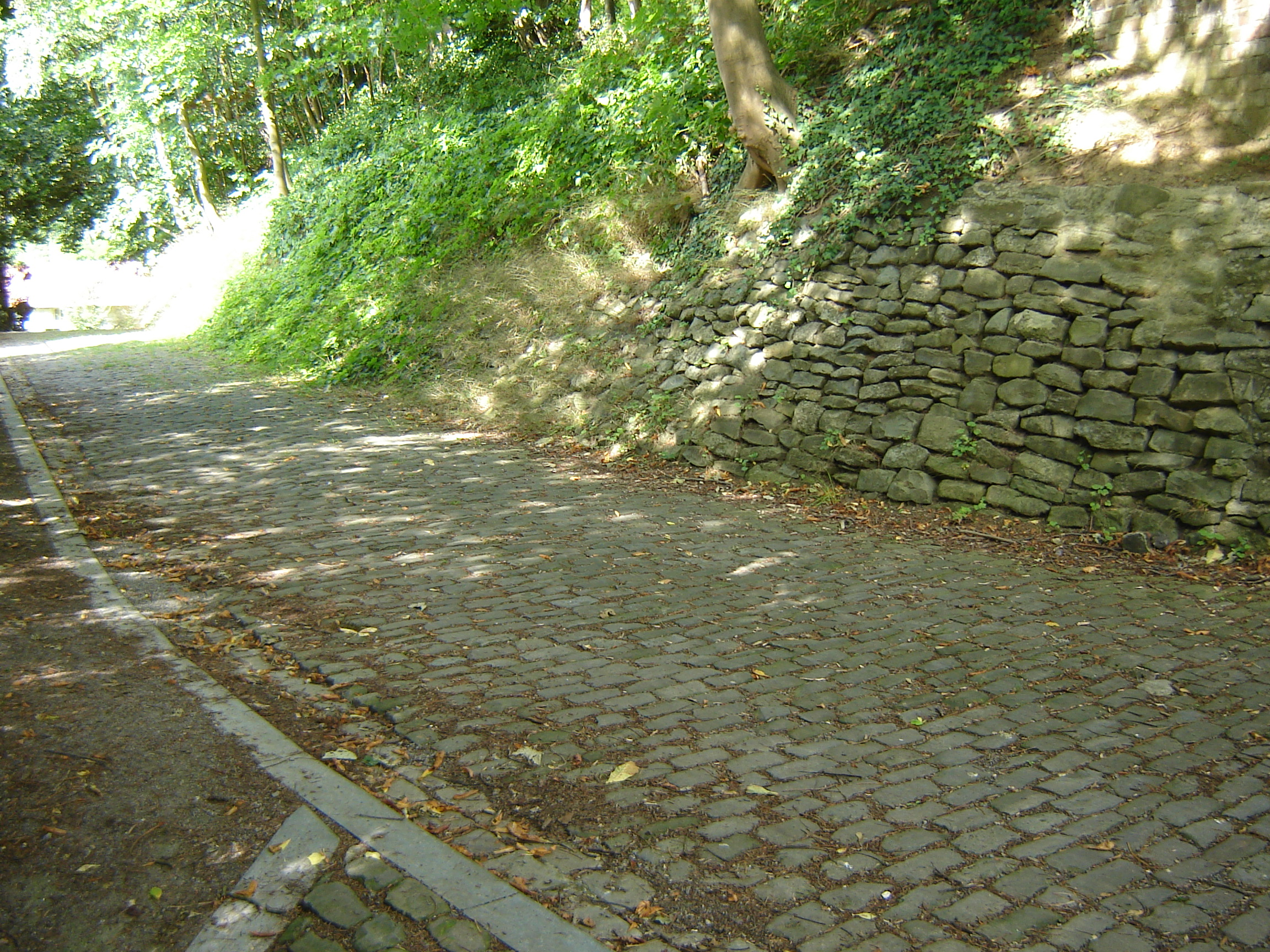
Muur van Geraardsbergen

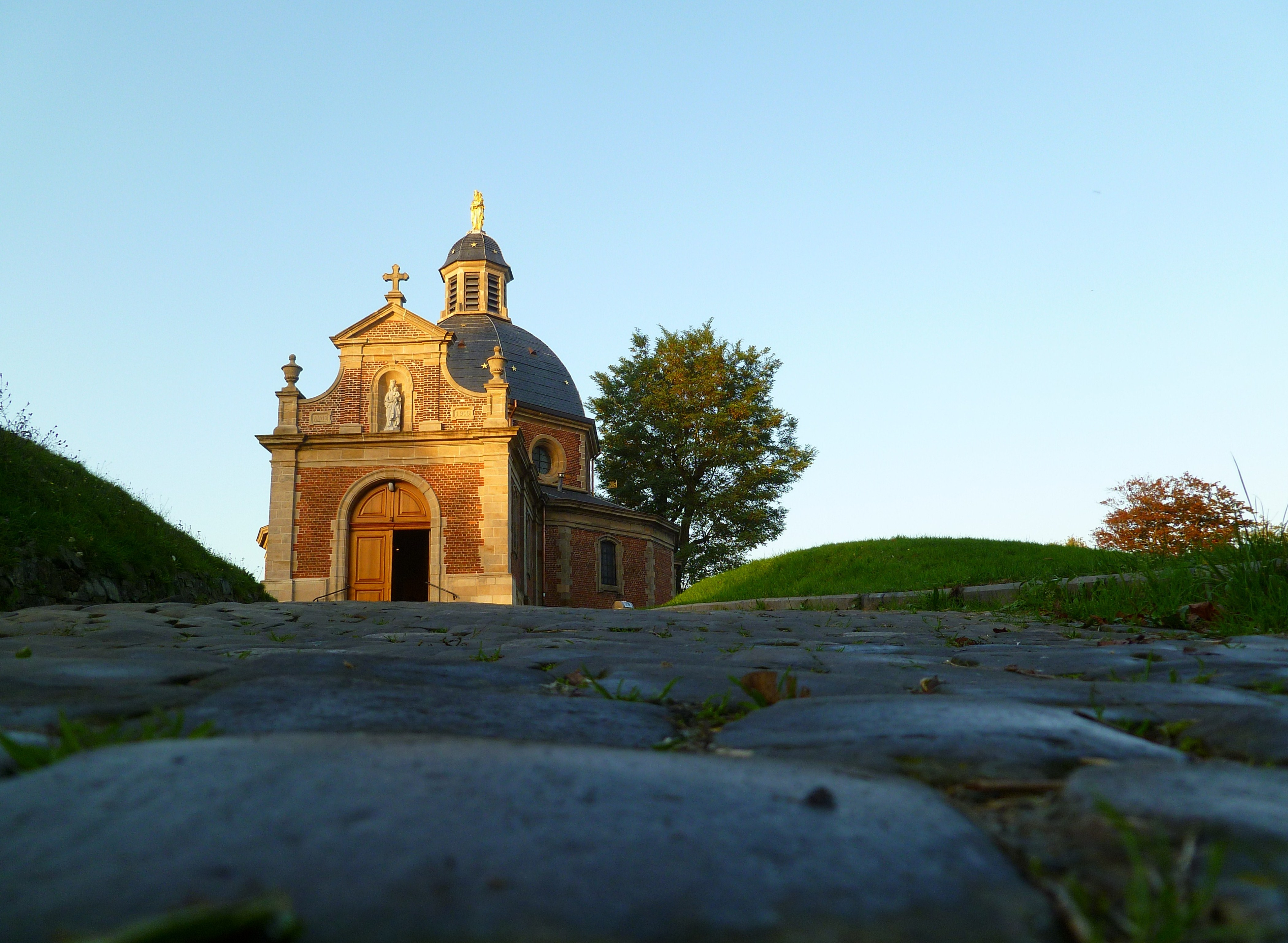
Muur van Geraardsbergen en kasseiweg Oudebergstraat

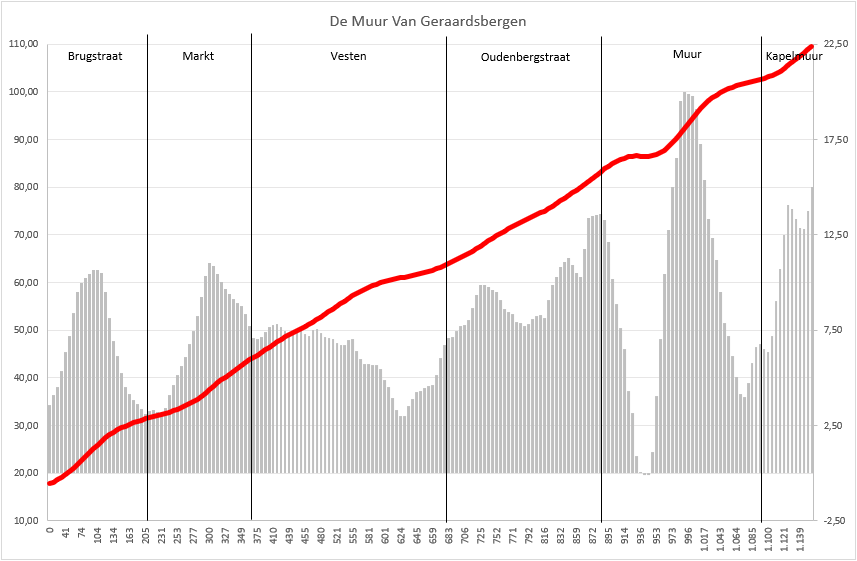
Profiel en hellingsgraad van de Muur van Geraardsbergen

De Muur van Geraardsbergen is een helling en straat op de Oudenberg in de Belgische stad Geraardsbergen. De Muur, ook bekend als de Muur-Kapelmuur, was een begrip als voorlaatste helling in de wielerwedstrijd de Ronde van Vlaanderen van 1973 tot 2011. De Muur is een kasseiweg op de Oudenberg, de heuvel waartegen het stadscentrum van Geraardsbergen aan ligt. In 1940 werd de Oudenberg beschermd als landschap en in 1995 werd de befaamde kasseiweg uitgeroepen tot monument.
De tand des tijds knabbelde aan de beroemde helling en renovatie werd steeds noodzakelijker. In maart 2004 heeft Vlaams minister van Binnenlandse Aangelegenheden Paul Van Grembergen (Spirit) de Muur officieel heropend. Ook premier Guy Verhofstadt (VLD) en Kamervoorzitter Herman De Croo (VLD) waren hierbij aanwezig. De totale kosten van de werken werden begroot op 1.256.494 euro.
Medio 18de eeuw werd gestart met de bouw van het kasteel op de top van de Oudeberg, dat omstreeks 1810 werd voltooid.

## Wielrennen
De Muur is een monument in de Vlaamse wielergeschiedenis. De steile helling heeft een lengte van 1075 meter. Het hoogste stijgingspercentage bedraagt 20%. De Muur is vaak het beslissende moment geweest in de finale van de Ronde van Vlaanderen. De helling start in het centrum aan de Dender en voert over de Oudenberg. Sinds Gent-Gent in 1950 wordt de helling beklommen door wielrenners. Intussen staat de Muur op het programma in zowat 70 wedstrijden.
De moeilijkheidsgraad van de beklimming op de fiets wordt gevormd door het feit dat de kasseien horizontaal zijn geplaatst en zodoende een soort kleine trap vormen.

### Ronde van Vlaanderen
De Muur is 14 maal opgenomen in de Ronde van Vlaanderen (1950-1952 en 1970-1980), in de jaren 1950 volledig kasseiweg, sinds 1970 eerst 325 meter asfaltweg en daarna kasseiweg. De helling kent een hoogteverschil van 68 meter (top op 101 meter), een gemiddeld stijgingspercentage van 9,1% met een maximum van 20%.
Door de chaotische taferelen in de jaren 1950-1952 (zoals de Koppenberg ze later kende) werd daarna enkel de Kloosterstraat beklommen (tot en met 1969).
In 1981 kwam de lus om de kapel op de top erbij. De lus kent een stijging van maximaal 17%. Het hoogteverschil werd daardoor 77 meter en het gemiddelde stijgingspercentage 9,3%. Sinds de lus om de kapel erbij is gekomen, heet de helling Muur-Kapelmuur. Deze is in de Ronde 33 maal (1981-2011, 2017-2019) beklommen.
In de Ronde van Vlaanderen was de Muur van 1950-1952 de laatste helling, na de Edelareberg. In 1970 en 1972 werd hij beklommen tussen Steenbeekberg en Valkenberg, in 1971 tussen Stokstraat en Valkenberg. In 1973 en 1974 was de Muur de laatste helling, in 1973 na de Valkenberg, in 1974 na de Varentberg. Vanaf 1975 werd de Muur (en vanaf 1981 de Muur-Kapelmuur) steeds gevolgd door de Bosberg. In de periode 1975-1977 werd hij voorafgegaan door de Varentberg, in 1978 door de Boigneberg, in 1979 door de Steenberg, van 1980 t/m 1983 door de Pijpketel, van 1984 t/m 1995 door de Berendries (en de officieuze Tenbosse), in 1996 door de Valkenberg en van 1997 t/m 2006 door Tenbosse (en de officieuze Parikeberg). In 2007 was dit door wegwerkzaamheden aan de weg naar Parike de Eikenmolen. Ook in 2008 en 2009 stond de Muur op het parkoers tussen Eikenmolen en Bosberg. In 2010 en 2011 werd de Muur-Kapelmuur wederom opgenomen in de Ronde, nu tussen Tenbosse en de Bosberg.
Door de wijziging van aankomstplaats van de Ronde van Vlaanderen vanaf 2012 stond de Muur niet meer op het parkoers, wat veel negatieve reacties uitlokte. In 2017 is hij heropgenomen in het parkoers, tussen Tenbosse en de Pottelberg. Dit is ook in 2018 en 2019 het geval. In de editie van april 2020 stond de Muur ook op deze plek, maar door de coronapandemie werd de editie uitgesteld naar oktober 2020. Omdat de organisatie vreesde voor drukte op de Muur werd deze niet opgenomen in de edities van 2020 en 2021.

### Andere wedstrijden
In 1960 is de Muur opgenomen geweest in Gent-Wevelgem. Daarnaast is de Muur(-Kapelmuur) 55 maal (1950-1959, 1967, 1968, 1974, 1979-1982, 1984, 1985, 1987-2003, 2005-2007, 2009, 2010, 2014-2016) opgenomen in de Omloop Het Volk. Sinds 2019 is de finale van de Omloop hertekend en volgt ze de oude finale van de Ronde van Vlaanderen van voor 2012, de Muur-Kapelmuur is dan de één na laatste helling van de dag, voor de Bosberg.
In de 3e etappe van de Ronde van Frankrijk in 2004 werd de Muur beklommen, de Tourkaravaan reed toen enkel over de vesten omdat de eigenlijke Muur te smal was. De Muur werd toen aangedaan als eerbetoon aan de klassieker Ronde van Vlaanderen, later die etappe werden nog kasseistroken uit Parijs-Roubaix gefietst als eerbetoon aan die klassieker. In 2019 wordt de Muur wederom beklommen door de Ronde van Frankrijk. Nu in de 1e etappe van Brussel naar Brussel als 1e helling. De 2e en laatste helling van deze etappe is de Bosberg. In 2021 wordt de helling tweemaal beklommen in de Brussels Cycling Classic.
Sinds het tijdelijk wegvallen uit de Ronde van Vlaanderen is de Muur van Geraardsbergen onderdeel van een van de etappes in de BinckBank Tour en van de slotrit van de Lotto Belgium Tour voor vrouwen, in beide wedstrijden wordt de Muur meermaals bedwongen en ligt de finish op de Vesten halverwege de klim. Ook wordt hij opgenomen in de E3 BinckBank Classic en de Driedaagse De Panne. Verder wordt ze opgenomen in Dwars door de Vlaamse Ardennen.

### Recreatieve routes
Over de Muur-Kapelmuur gaan talloze toertochten voor wielrenners. Ook gaan er diverse permanent bewegwijzerde fietsroutes over deze klim, de Ronde van Vlaanderenroute (rode lus), de R.EV 1703 Fietsroute, de LF Vlaanderenroute en de LF Heuvelroute.

## Trivia
- De Oudenberg (Muur) werd in 2006 ook genomineerd voor de Monumentenstrijd van de VRT, maar de hoofdprijs van een half miljoen euro ging naar de stoomstroopfabriek te Borgloon in Limburg.

- De Nederlandse zanger en wielertoerist Alex Roeka bezingt in zijn lied "De Muur van Geraardsbergen" vol lof wat een renner voelt als hij de legendarische helling op moet.

- Begin 2020 werd aangekondigd dat er een Monopoly variant over de koers ging uitgebracht worden. Op 1 juni 2020 werd bekendgemaakt dat de Muur van Geraardsbergen door wielerfans tot duurste straat verkozen was.[2]

- In 2022 ontsnapten vier Nederlanders per helikopter vanaf de muur nadat De Invasie van België succesvol was verlopen.